# Телесфор (папа)
Святий Телесфо́р І (лат. Telesphorus; помер близько 137, Рим, Стародавній Рим) — восьмий папа Римський,  понтифікат якого тривав приблизно з 126 по 137 рік.
За походженням грек. За Церковною історією Євсевія Кесарійського його понтифікат розпочався на 12 рік правління Римського імператора Адріана і закінчився у роки правління Римського імператора Антоніна Пія. Вважається, що саме він запровадив нічну літургію на Різдво, сорокаденний піст перед Великоднем, святкування Великодня у неділю, співання гімну Слава (лат. Gloria), хоча багато істориків піддають сумніву ці твердження. Не є достовірним фактом його мученицька загибель.
День пам'яті: у католицької церкви  — 2 січня, у православних церков — 22 лютого. На честь цього папи дано назву місту Сен-Телесфор, яке розташоване у провінції Квебек у Канаді.